# Notimex
Notimex est une agence de presse publique du Mexique. Elle a été créée en août 1968 à l'occasion de la célébration des Jeux olympiques de 1968. Elle a son siège social à Mexico.
Depuis juin 2006, après un changement légal de son statut, son nom officiel devient Agencia de Noticias del Estado Mexicano. La réforme la rend indépendante du ministère de l'Intérieur et confie son administration  à une commission gouvernementale composée de représentant de l'État.  
Son nom était Agencia Mexicana de Noticias Notimex. Ses objectifs, selon la loi, étaient de contribuer à l'exercice du droit à l'information par l'intermédiaire de prestation de services en ce qui concerne les nouvelles à l'État mexicain et à n'importe quelle personnes, entité ou organisme public ou privé, national ou étranger, avec une véritable indépendance éditoriale. (Article 1).